# Флоресский ворон
Флоресский ворон (лат. Corvus florensis) — вид птиц из семейства врановых. Подвидов не выделяют.

## Описание
Размером ворон небольшой (40 см), оперение полностью чёрное с чётким тусклым фиолетовым блеском и дымчато-серое у основания. Радужная оболочка тёмная. Верхняя часть клюва до половины покрыта перьями. Внешне флоресский ворон представляет собой уменьшенного представителя вида большеклювая ворона (Corvus macrorhynchos).
Флоресский ворон входит в группу «Corvus enca», которая состоит из следующих видов:
- Малый ворон (Corvus enca)
- Сулавесский ворон (Corvus typicus)
- Флоресский ворон (Corvus florensis)
- Гуамский ворон (Corvus kubaryi)

### Проблемы популяции вида
Популяция этих небольших ворон, и так не многочисленная, продолжает уменьшаться, в условиях неконтролируемой вырубки лесов на острове, где они обитают. В частности большой участок влажных лиственных лесов в долине на Golo Bilas (одно из двух мест, где вид был отнесён к категории «часто встречающийся») в настоящее время отдан под вырубку на дрова и строительные материалы.
Также, угрозу представляет гнездовой паразитизм таких видов, как исполинская кукушка (Scythrops novaehollandiae) и азиатский коэль (Eudynamys scolopacea), хотя эти виды достаточно редко встречаются в западном Флоресе.

### Сохранение вида
По результатам проведённых недавно двух научных исследований на острове Флорес, флоресский ворон был занесён в заповедники Wolo Tadho и WAE Wuul.
Мерами по сохранению вида предусмотрено следующее:
- Организация дополнительных исследований в центральной и восточной части острова Флорес (особенно в северном Энде (Ende), где влажные, лиственные муссонные леса очень обширны), для определения текущего распределения и состояния популяции.

- Проведение экологических исследований для оценки воздействия и степени распространения паразита, передающегося от кукушек, в разных типах лесов.

- Расширение заповедника Wolo Tadho и поддержка создания дополнительных охраняемых районов в западной части Флореса (включая Tanjung Kerita Mese, Golo Bilas и Nanga Rawa).

## Среда обитания
Флоресский ворон обитает в полу-вечнозеленых лесах и в низких влажных лиственных муссонных лесах (особенно вдоль рек) на высоте от уровня моря и до 950 метров выше, где он обычно встречается в тропических или субтропических лесах. В прибрежных районах он обитает в открытых бамбуковых зарослях и в открытых муссонных лесах или кустарниках, которые представляет собой очень сухую, почти лишённую леса местность. Вороны очевидно перенесут вымирание лесов и будут кормиться на окраинах леса и близлежащих территориях для выращивания овощей, но их отсутствие в небольших (фрагментированных) участках реликтовых лесов позволяет предположить, что они не слишком хорошо адаптируется к фрагментации среды обитания. Птица ест плоды, насекомых и мелких грызунов.

## Распространение
Флоресский ворон является эндемиком островов Флорес и Ринка (Малые Зондские острова, Индонезия), где он появляется преимущественно в низинах и западной части Флореса. Вполне вероятно, что этот вид всегда был сравнительно редким, хотя встречаются и локальные популяции в нетронутых человеком районах.

## Голос
Голос высокий, нисходящий до звуков похожих на «квааа» или «кавараа» (cwaaa, cawaraa). А также «ваак» (waak) повторяется от 1 до 3 раз, отдаваясь хлопающими или булькающими и свистящими звуками (используются для общения птиц между собой).
Коренные жители опасались этих звуков, так как верили что они являются недобрым предзнаменованием, особенно страшным им казался грубый, похожий на вопль, звук «кла — кела» (kcla kela).